# جان کورد
جان کورد (انگلیسی: John Coward; ۲۸ اکتبر ۱۹۱۰ – ۸ فوریهٔ ۱۹۸۹) بازیکن هاکی روی یخ اهل بریتانیا بود.